# Nova Tebas
Nova Tebas é um município brasileiro do estado do Paraná. Sua população, conforme estimativas do IBGE em 2018, era de 5 856 habitantes.

## História
O atual município nasceu como distrito de Bela Vista, subordinado a Pitanga, por força da lei estadual nº 3.267, de 14 de agosto de 1957. Essa configuração se manteria por cerca de trinta anos, até que a lei estadual nº 8.624, de 8 de dezembro de 1987, emancipasse o local, já com o nome que mantém até hoje.

## Geografia
Possui uma área é de 545,693 km² representando 0,2738 % do estado, 0,0968  % da região e 0,0064 % de todo o território brasileiro. Localiza-se a uma latitude 24°26'16" sul e a uma longitude 51°56'42" oeste, estando a uma altitude de 650 m. Está localizada a 400 quilômetros da capital, 120 de Guarapuava, 84 de Campo Mourão.

## Subdivisões
Compõem o município três distritos: Nova Tebas (sede), Catuporanga e Poema.

### Demografia
Dados do Censo - 2000
População total: 9.476
- Urbana: 3.164
- Rural: 6.312
- Homens: 4.980
- Mulheres: 4.496

Índice de Desenvolvimento Humano (IDH-M): 0,689
- IDH-M Renda: 0,574
- IDH-M Longevidade: 0,728
- IDH-M Educação: 0,766